# Fußball-Club Gelsenkirchen-Schalke 04 2023-2024
Questa voce raccoglie le informazioni riguardanti l' Fußball-Club Gelsenkirchen-Schalke 04  nelle competizioni ufficiali della stagione 2023-2024.

## Maglie e sponsor
| Casa | Trasferta | Terza maglia |

## Rosa
Aggiornata al 30 gennaio 2024 

In corsivo i calciatori ceduti durante la stagione 
| N. |                        | Ruolo | Calciatore               |
| -- | ---------------------- | ----- | ------------------------ |
| 1  | Germania (bandiera)    | P     | Ralf Fährmann            |
| 2  | Paesi Bassi (bandiera) | D     | Thomas Ouwejan           |
| 3  | Austria (bandiera)     | D     | Leo Greiml               |
| 5  | Inghilterra (bandiera) | D     | Derry Murkin             |
| 6  | Germania (bandiera)    | C     | Ron Schallenberg         |
| 7  | Germania (bandiera)    | C     | Paul Seguin              |
| 8  | Germania (bandiera)    | C     | Danny Latza              |
| 9  | Germania (bandiera)    | A     | Simon Terodde (capitano) |
| 10 | Germania (bandiera)    | C     | Lino Tempelmann          |
| 11 | Francia (bandiera)     | A     | Bryan Lasme              |
| 14 | Giappone (bandiera)    | A     | Sōichirō Kōzuki          |
| 17 | Germania (bandiera)    | A     | Yusuf Kabadayi           |
| 18 | Kosovo (bandiera)      | C     | Blendi Idrizi            |
| 19 | Turchia (bandiera)     | A     | Kenan Karaman            |
| 21 | Germania (bandiera)    | C     | Niklas Tauer             |
| 21 | Francia (bandiera)     | D     | Brandon Soppy            |

| N. |                               | Ruolo | Calciatore         |
| -- | ----------------------------- | ----- | ------------------ |
| 22 | Mali (bandiera)               | D     | Ibrahima Cissé     |
| 23 | Macedonia del Nord (bandiera) | C     | Darko Čurlinov     |
| 24 | Germania (bandiera)           | C     | Dominick Drexler   |
| 25 | Germania (bandiera)           | D     | Timo Baumgartl     |
| 26 | Rep. Ceca (bandiera)          | D     | Tomáš Kalas        |
| 27 | Svizzera (bandiera)           | D     | Cédric Brunner     |
| 28 | Germania (bandiera)           | P     | Justin Heekeren    |
| 29 | Germania (bandiera)           | C     | Tobias Mohr        |
| 32 | Germania (bandiera)           | P     | Marius Müller      |
| 34 | Austria (bandiera)            | P     | Michael Langer     |
| 35 | Polonia (bandiera)            | D     | Marcin Kamiński    |
| 40 | Germania (bandiera)           | A     | Sebastian Polter   |
| 41 | Germania (bandiera)           | D     | Henning Matriciani |
| 42 | Germania (bandiera)           | A     | Keke Topp          |
| 43 | Germania (bandiera)           | C     | Assan Ouédraogo    |
| 45 | Rep. Dominicana (bandiera)    | C     | Jimmy Kaparos      |

## Calciomercato

### Sessione estiva
| Acquisti         | Acquisti         | Acquisti            | Acquisti                 |
| R.               | Nome             | da                  | Modalità                 |
| ---------------- | ---------------- | ------------------- | ------------------------ |
| C                | Ron Schallenberg | Paderborn           | definitivo (2 milioni €) |
| D                | Derry Murkin     | Volendam            | definitivo (850 mila €)  |
| C                | Paul Seguin      | Union Berlino       | definitivo (750 mila €)  |
| C                | Lino Tempelmann  | Friburgo            | definitivo (700 mila €)  |
| P                | Marius Müller    | Lucerna             | definitivo (350 mila €)  |
| D                | Tomáš Kalas      | Bristol City        | gratuito                 |
| D                | Timo Baumgartl   | PSV                 | gratuito                 |
| A                | Bryan Lasme      | Arminia Bielefeld   | gratuito                 |
| A                | Yusuf Kabadayi   | Bayern Monaco II    | prestito                 |
| Altre operazioni |                  |                     |                          |
| R.               | Nome             | da                  | Modalità                 |
| C                | Amine Harit      | Olympique Marsiglia | fine prestito            |
| C                | Can Bozdoğan     | Utrecht             | fine prestito            |
| A                | Jordan Larsson   | Copenaghen          | fine prestito            |
| A                | Marvin Pieringer | Paderborn           | fine prestito            |
| C                | Florian Flick    | Norimberga          | fine prestito            |
| D                | Kerim Çalhanoğlu | Sandhausen          | fine prestito            |
| D                | Dries Wouters    | Malines             | fine prestito            |
| D                | Reinhold Ranftl  | Austria Vienna      | fine prestito            |
| C                | Blendi Idrizi    | Jahn Ratisbona      | fine prestito            |

| Cessioni         | Cessioni               | Cessioni            | Cessioni                   |
| R.               | Nome                   | da                  | Modalità                   |
| ---------------- | ---------------------- | ------------------- | -------------------------- |
| C                | Amine Harit            | Olympique Marsiglia | definitivo (5 milioni €)   |
| C                | Rodrigo Zalazar        | Braga               | definitivo (5 milioni €)   |
| A                | Marius Bülter          | Hoffenheim          | definitivo (3 milioni €)   |
| C                | Can Bozdoğan           | Utrecht             | definitivo (1 milione €)   |
| A                | Jordan Larsson         | Copenaghen          | definitivo (2 milioni €)   |
| A                | Marvin Pieringer       | Heidenheim          | definitivo (1,8 milioni €) |
| D                | Dries Wouters          | Lommel              | definitivo (600 mila €)    |
| C                | Florian Flick          | Norimberga          | definitivo (450 mila €)    |
| D                | Mehmet-Can Aydın       | Trabzonspor         | prestito (350 mila €)      |
| D                | Kerim Çalhanoğlu       | Greuther Fürth      | definitivo (150 mila €)    |
| C                | Nassim Boujellab       | Arminia Bielefeld   | gratuito                   |
| D                | Reinhold Ranftl        | Austria Vienna      | n.d.                       |
| D                | Maya Yoshida           |                     | svincolato                 |
| D                | Timothée Kolodziejczak |                     | svincolato                 |
| Altre operazioni |                        |                     |                            |
| R.               | Nome                   | da                  | Modalità                   |
| D                | Moritz Jenz            | Lorient             | fine prestito              |
| C                | Alex Kral              | Spartak Mosca       | fine prestito              |
| D                | Sepp van den Berg      | Liverpool           | fine prestito              |
| C                | Éder Álvarez Balanta   | Club Bruges         | fine prestito              |
| A                | Michael Frey           | Anversa             | fine prestito              |
| A                | Tim Skarke             | Union Berlino       | fine prestito              |
| D                | Jere Uronen            | Brest               | fine prestito              |
| P                | Alexander Schwolow     | Hertha Berlino      | fine prestito              |

### Sessione invernale
| Acquisti         | Acquisti       | Acquisti | Acquisti |
| R.               | Nome           | da       | Modalità |
| ---------------- | -------------- | -------- | -------- |
| D                | Brandon Soppy  | Atalanta | prestito |
| C                | Darko Čurlinov | Burnley  | prestito |
| Altre operazioni |                |          |          |
| R.               | Nome           | da       | Modalità |

| Cessioni         | Cessioni         | Cessioni      | Cessioni      |
| R.               | Nome             | a             | Modalità      |
| ---------------- | ---------------- | ------------- | ------------- |
| A                | Sōichirō Kōzuki  | Górnik Zabrze | prestito      |
| A                | Sebastian Polter | Darmstadt     | prestito      |
| C                | Niklas Tauer     | Magonza       | fine prestito |
| Altre operazioni |                  |               |               |
| R.               | Nome             | da            | Modalità      |

## Risultati

### 2. Fußball-Bundesliga

#### Girone di andata
| Arbitro: | Jöllenbeck (Friburgo in Brisgovia) |

|                                                      |           |                                       |
| Glatzel 17’, 90+2’ Bénes 56’ (rig.), 60’ Dompé 90+9’ | Marcatori | 22’ Ouédraogo 45’ Ouwejan 66’ Terodde |

| Arbitro: | Osmers (Hannover) |

|                                   |           |  |
| Terodde 13’ Karaman 70’ Lasme 90’ | Marcatori |  |

| Arbitro: | Bastian Dankert (Rostock) |

|              |           |  |
| Kaufmann 21’ | Marcatori |  |

| Arbitro: | Deniz Aytekin (Oberasbach) |

|  |           |                         |
|  | Marcatori | 15’ Pichler 59’ Machino |

| Arbitro: | Florian Exner (Münster) |

|                  |           |          |
| Reinthaler 90+5’ | Marcatori | 54’ Mohr |

| Arbitro: | Michael Bacher (Amerang) |

|                                               |           |                              |
| Polter 40’, 79’ (rig.) Murkin 62’ Ouwejan 69’ | Marcatori | 16’, 27’ Gnaka 67’ Krempicki |

| Arbitro: | Frank Willenborg (Osnabrück) |

|                                        |           |            |
| Hartel 21’ (rig.), 57’ Boukhalfa 90+2’ | Marcatori | 29’ Polter |

| Arbitro: | Timo Gerach (Landau) |

|                             |           |                |
| Platte 43’ Muslija 53’, 76’ | Marcatori | 90+9’ Kabadayi |

| Arbitro: | Harm Osmers (Hannover) |

|              |           |                        |
| Kabadayi 80’ | Marcatori | 41’ Prevljak 52’ Reese |

| Arbitro: | Florian Heft (Neuenkirchen) |

|                                                |           |  |
| Stindl 22’ Matanović 37’ Matriciani 74’ (aut.) | Marcatori |  |

| Arbitro: | Timo Gerach (Landau) |

|                                      |           |                                    |
| Lasme 42’ Tempelmann 72’ Karaman 77’ | Marcatori | 52’ Leopold 90’ (rig.) Halstenberg |

| Arbitro: | Wolfgang Haslberger (Sankt Wolfgang) |

|           |           |                       |
| Flick 47’ | Marcatori | 35’ Drexler 89’ Latza |

| Arbitro: | Martin Petersen (Stoccarda) |

|             |           |                      |
| Karaman 35’ | Marcatori | 7’ Stock 21’ Rochelt |

| Arbitro: | Schröder (Hannover) |

|                                                     |           |                                  |
| Vermeij 13’, 26’ Klaus 19’ Tzolīs 65’ Niemiec 90+4’ | Marcatori | 57’ Kamiński 74’ Kalas 75’ Lasme |

| Arbitro: | Bauer (Magonza) |

|                                                                  |           |  |
| Kamiński 21’ Seguin 48’ Terodde 63’ (rig.) Kleinhansl 70’ (aut.) | Marcatori |  |

| Arbitro: | Winter (Hagenbach) |

|  |           |                        |
|  | Marcatori | 72’ Idrizi 86’ Karaman |

| Arbitro: | Siebert (Berlino) |

|                      |           |                     |
| Topp 30’ Karaman 74’ | Marcatori | 50’ Hrgota 77’ Asta |

#### Girone di ritorno
| Arbitro: | Jablonski (Brema) |

|  |           |                      |
|  | Marcatori | 22’ Pherai 35’ Bénes |

| Arbitro: | Braun (Wuppertal) |

|                                         |           |              |
| Ache 10’, 59’ Stojilković 67’ Opoku 70’ | Marcatori | 51’ Čurlinov |

| Arbitro: | Stegemann (Niederkassel) |

|             |           |  |
| Karaman 61’ | Marcatori |  |

| Arbitro: | Aarnink (Bochum) |

|               |           |  |
| Skrzybski 55’ | Marcatori |  |

| Arbitro: | Aytekin (Oberasbach) |

|                    |           |  |
| Karaman 60’ (rig.) | Marcatori |  |

| Arbitro: | Dingert (Lebecksmühle) |

|                                            |           |  |
| Gnaka 17’ El Hankouri 35’ (rig.) Itō 45+2’ | Marcatori |  |

| Arbitro: | Siebert (Berlino) |

|                                 |           |          |
| Kabadayı 44’, 73’ Karaman 90+2’ | Marcatori | 89’ Saad |

| Arbitro: | Kampka (Magonza) |

|                                         |           |                                           |
| Karaman 32’ (rig.) Lasme 50’ Topp 90+2’ | Marcatori | 60’ Zehnter 78’ (rig.) Kinsombi 86’ Klaas |

| Arbitro: | Jablonski (Brema) |

|                                                      |           |                 |
| Tabaković 2’, 13’ Winkler 39’, 56’ Niederlechner 75’ | Marcatori | 5’, 27’ Terodde |

| Gelsenkirchen 31 marzo 2024, ore 13:30 CEST 27ª giornata | Schalke 04                  | 0 – 0 referto | Karlsruhe | Veltins-Arena (61 475 spett.)\| Arbitro: \| Hartmann (Wangen im Allgäu) \| |
| Arbitro:                                                 | Hartmann (Wangen im Allgäu) |               |           |                                                                            |

| Arbitro: | Willenborg (Osnabrück) |

|                   |           |               |
| Seguin 81’ (aut.) | Marcatori | 17’ Ouédraogo |

| Arbitro: | Fritz (Korb) |

|                        |           |  |
| Karaman 42’ Seguin 86’ | Marcatori |  |

| Arbitro: | Schwengers (Travemünde) |

|                |           |          |
| Le Joncour 10’ | Marcatori | 59’ Topp |

| Arbitro: | Osmers (Hannover) |

|             |           |            |
| Karaman 55’ | Marcatori | 67’ Tanaka |

| Arbitro: | Bacher (Amerang) |

|  |           |                                       |
|  | Marcatori | 2’, 75’ Topp 5’ Karaman 65’ Ouédraogo |

| Arbitro: | Reichel (Stoccarda) |

|                          |           |           |
| Karaman 22’ Seguin 45+5’ | Marcatori | 32’ Singh |

| Arbitro: | Schwengers (Travemünde) |

|                         |           |  |
| Hrgota 67’ Lemperle 82’ | Marcatori |  |

### DFB-Pokal
| Arbitro: | Ittrich |

|          |           |                                    |
| Ujah 12’ | Marcatori | 19’ Karaman 42’ Seguin 90+4’ Latza |

| Arbitro: | Dankert (Rostock) |

|                                  |           |              |
| Hartel 57’ (rig.) Eggestein 102’ | Marcatori | 16’ Kamiński |

## Statistiche finali

### Statistiche di squadra
| Competizione      | Punti | In casa | In casa | In casa | In casa | In casa | In casa | In trasferta | In trasferta | In trasferta | In trasferta | In trasferta | In trasferta | Totale | Totale | Totale | Totale | Totale | Totale | DR |
| Competizione      | Punti | G       | V       | N       | P       | Gf      | Gs      | G            | V            | N            | P            | Gf           | Gs           | G      | V      | N      | P      | Gf     | Gs     | DR |
| ----------------- | ----- | ------- | ------- | ------- | ------- | ------- | ------- | ------------ | ------------ | ------------ | ------------ | ------------ | ------------ | ------ | ------ | ------ | ------ | ------ | ------ | -- |
| 2. Bundesliga     | 43    | 17      | 9       | 4       | 4       | 31      | 21      | 16           | 3            | 3            | 10           | 22           | 37           | 33     | 12     | 7      | 14     | 53     | 58     | -5 |
| Coppa di Germania | -     | 0       | 0       | 0       | 0       | 0       | 0       | 2            | 1            | 0            | 1            | 4            | 3            | 2      | 1      | 0      | 1      | 4      | 3      | +1 |
| Totale            | -     | 17      | 9       | 4       | 4       | 31      | 21      | 18           | 4            | 3            | 11           | 26           | 40           | 35     | 13     | 7      | 15     | 57     | 61     | -4 |

### Andamento in campionato
| Giornata  | 1  | 2  | 3  | 4  | 5  | 6  | 7  | 8  | 9  | 10 | 11 | 12 | 13 | 14 | 15 | 16 | 17 | 18 | 19 | 20 | 21 | 22 | 23 | 24 | 25 | 26 | 27 | 28 | 29 | 30 | 31 | 32 | 33 | 34 |
| --------- | -- | -- | -- | -- | -- | -- | -- | -- | -- | -- | -- | -- | -- | -- | -- | -- | -- | -- | -- | -- | -- | -- | -- | -- | -- | -- | -- | -- | -- | -- | -- | -- | -- | -- |
| Luogo     | T  | C  | T  | C  | T  | C  | T  | T  | C  | T  | C  | T  | C  | T  | C  | T  | C  | C  | T  | C  | T  | C  | T  | C  | C  | T  | C  | T  | C  | T  | C  | T  | C  | T  |
| Risultato | P  | V  | P  | P  | N  | V  | P  | P  | P  | P  | V  | V  | P  | P  | V  | V  | N  | P  | P  | V  | P  | V  | P  | V  | N  | P  | N  | N  | V  | N  | N  | V  | V  | P  |
| Posizione | 16 | 10 | 13 | 15 | 12 | 12 | 16 | 16 | 16 | 16 | 16 | 15 | 16 | 16 | 15 | 13 | 14 | 14 | 15 | 14 | 14 | 14 | 14 | 14 | 14 | 14 | 14 | 13 | 12 | 13 | 12 | 11 | 10 | 10 |

Legenda:

Luogo: C = Casa; T = Trasferta. Risultato: V = Vittoria; N = Pareggio; P = Sconfitta.